# 사이토 다이스케 (1980년)
사이토 다이스케(일본어: 斉藤 大介, 1980년 8월 29일 ~ )는 일본의 전 축구 선수이다.

## 구단 경력
과거 교토 상가 FC, 베갈타 센다이, 도쿠시마 보르티스, 도치기 SC에서 활동하였다.